# Lucas Moura
Pour les articles homonymes, voir Lucas et Moura (homonymie).
Ne doit pas être confondu avec Lucas Pezzini Leiva.
Lucas Rodrigues Moura da Silva dit Lucas Moura ou plus simplement Lucas, né le 13 août 1992 à São Paulo, au Brésil, est un footballeur international brésilien qui évolue au poste d'ailier au São Paulo FC.

## Biographie

### Carrière en club

#### Débuts au São Paulo FC (2010-2013)
Formé dans un premier temps dans le club de la CA Juventus jusqu'à ses dix ans, Lucas rejoint le SC Corinthians en 2002. Appelé Marcelinho à l'époque en référence à son style de jeu similaire à celui de Marcelinho Carioca, il ne saura pas satisfaire son entraîneur à cause de sa petite taille ce qui contraint son père Jorge à le prendre en main pour lui faire subir quelques entraînements individuels afin d'augmenter sa masse musculaire. Finalement, son père décide de faire signer son fils au club de São Paulo en 2005 à son plus grand bonheur, lui qui appréciait les méthodes d'entraînement du club. Lucas se fera vite remarquer dès son premier match sous les couleurs de son nouveau club en trouvant à trois reprises la barre transversale.
Alors qu'il est considéré comme la nouvelle pépite du prolifique centre de formation de São Paulo, il devra attendre plusieurs mois avant d'intégrer l'effectif professionnel puis l'arrivée de Paulo César Carpeggiani pour s'imposer dans le onze de départ du Tricolor. Après des débuts très prometteurs, il remporte le titre de révélation du championnat du Brésil 2010 devenant l'un des joueurs les plus redoutés du championnat brésilien[réf. nécessaire]. Naturellement, plusieurs clubs comme le Real Madrid ou l'Inter Milan essaient de l'acheter, sans succès.
Auteur d'une saison remarquable en 2012, il permet à son équipe de finir quatrième et de se qualifier pour le tour préliminaire de la Copa Libertadores. Il est élu meilleur attaquant du championnat avec Fred et fait partie du onze type de la saison. Il est également élu troisième meilleur joueur d'Amérique du Sud derrière Neymar et Paolo Guerrero par le quotidien El País. Le 12 décembre 2012, la future recrue du Paris Saint-Germain joue alors son dernier match avec le club pauliste en finale retour de la Copa Sudamericana contre les Argentins du Tigre. Titularisé couloir droit, il ouvre le score à la 23e minute de jeu avant de donner une passe décisive à Osvaldo à la 28e et d'être désigné homme du match : c'est son premier titre en tant que joueur professionnel.

#### Transfert au Paris Saint-Germain (2013-2018)

##### Saison 2012-2013

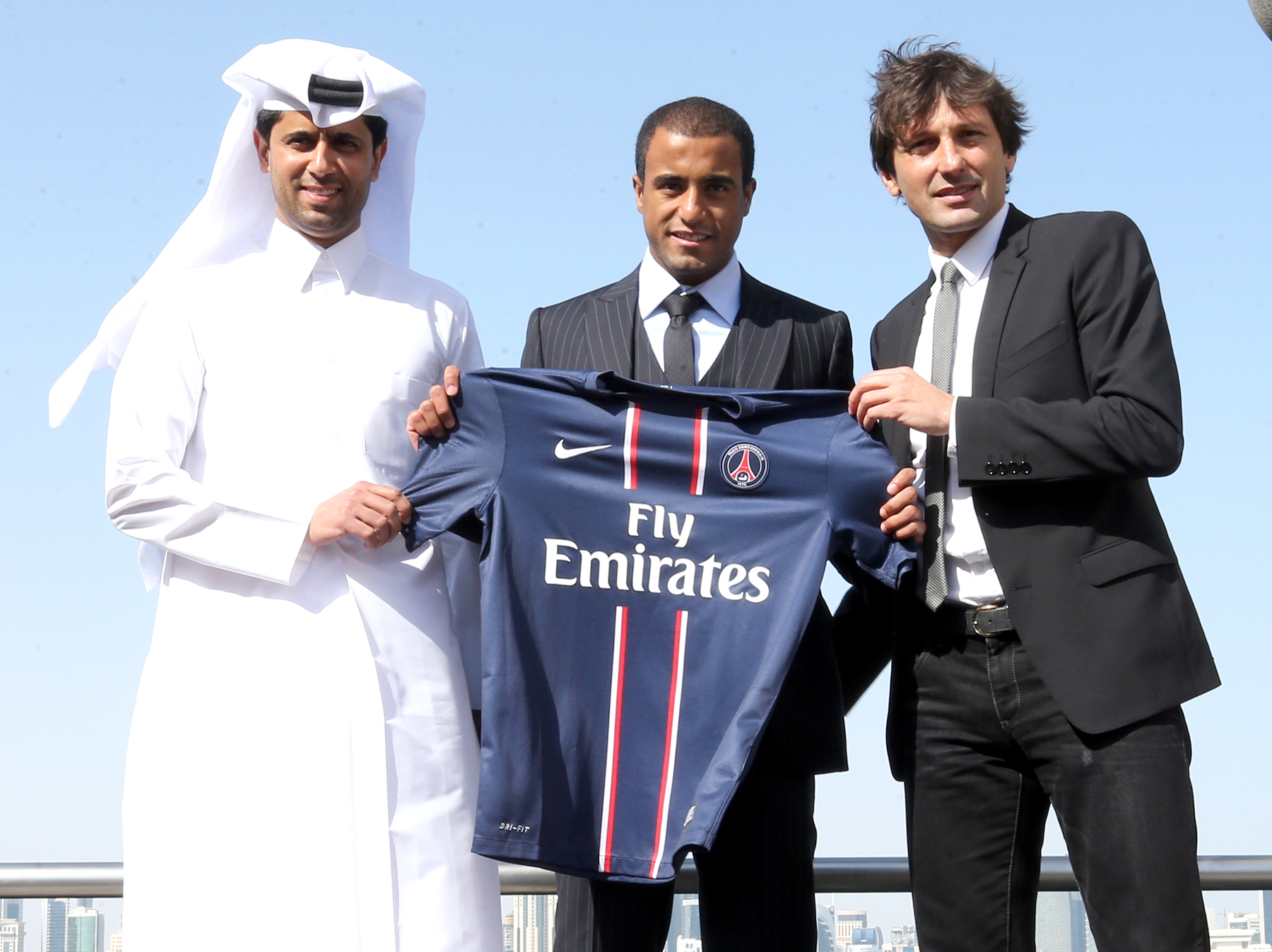
Lucas Moura présenté à Doha en compagnie de Leonardo et de Nasser Al-Khelaïfi (2013).

Le 8 août 2012, le club de São Paulo annonce que le joueur a signé un transfert en faveur du Paris Saint-Germain pour l'équivalent de 40 millions d'euros record pour un joueur évoluant au Brésil. Le Paris Saint-Germain annonce que le joueur de 20 ans a signé un contrat d'une durée de quatre ans et demi qui sera effectif à partir de janvier 2013. En effet, Lucas rejoint le club parisien une fois le championnat brésilien terminé. Il y portera le numéro 29 car, inversé, cela donne les deux derniers chiffres de son année de naissance et si on les soustrait cela donne son chiffre favori qui est le 7. Il annonce vouloir marquer le club : « Le PSG a une longue histoire avec les joueurs brésiliens et j’espère que je pourrai écrire une nouvelle page de cette histoire. »
Lucas arrive à Doha le 31 décembre 2012 lors du stage hivernal des Parisiens et est présenté aux médias le 1er janvier 2013 en présence de Nasser Al-Khelaïfi et Leonardo. C'est durant ce stage hivernal que Lucas fait ses grands débuts contre Lekhwiya SC lors d'un match amical. Seulement quelques jours plus tard, il joue son premier match officiel sous les couleurs parisiennes face à l'AC Ajaccio, score final 0-0. Le 12 février 2013, il dispute son premier match en Ligue des champions face à Valence dans lequel il délivre une passe décisive à Javier Pastore. Sa prestation lors de ce match est saluée par de nombreux médias français et étrangers. Par la suite, il joue la plupart des matchs malgré la concurrence face à Jérémy Ménez et termine la saison avec un bilan de quinze matches et six passes décisives. Il remporte la Ligue 1 grâce à une victoire 1-0 contre l'Olympique lyonnais.

##### Saison 2013-2014
La saison suivante, il remporte le Trophée des champions face aux Girondins de Bordeaux, victoire 2-1. Quelques semaines plus tard, il marque son premier but sous les couleurs du Paris Saint-Germain contre cette même équipe, victoire 2-0. Après quelques matchs sur le banc et quelques rumeurs indiquant un départ en prêt pour le Brésil,, Lucas inscrit son deuxième but de la saison contre Lorient lors de la 12e journée de Ligue 1, puis son troisième contre Reims deux semaines plus tard. Le 2 mars 2014, il réalise un énorme rush depuis son camp jusqu'à la surface de réparation marseillaise en éliminant quatre défenseurs mais ne parvient pas à marquer après un retour de Rod Fanni. Néanmoins, Laurent Blanc minimise l'effervescence des médias et des supporters tandis que le principal intéressé avoue ne pas avoir dormi pendant une semaine,. Le reste de la saison, grâce aux blessures successives de Edinson Cavani et de Zlatan Ibrahimović, il retrouve une place de titulaire sur le côté droit de l'attaque. Il termine ainsi la saison avec un bilan de cinq buts et quatorze passes décisives, toutes compétitions confondues. Le 19 avril 2014, il remporte la Coupe de la Ligue en l'emportant 2-1 face à l'Olympique lyonnais au Stade de France et le 7 mai 2014, il est champion de France face à Rennes au Parc des Princes malgré la défaite 1-2.

##### Saison 2014-2015
À compter de la saison 2014-2015, Lucas porte le numéro 7, laissé libre après le départ de Jérémy Ménez. Le 2 août 2014, il porte les couleurs parisiennes pour une troisième saison de suite à l'occasion du Trophée des champions qu'il remporte 2-0. Il marque son premier but de la saison le 16 août 2014 face au SC Bastia et permet au club de gagner 2-0. Lors de la 7e journée, le 24 septembre 2014, il marque son deuxième but de la saison face au SM Caen sur un exploit individuel, quelques jours après que son ancien coéquipier Jérémy Ménez l'ait critiqué ouvertement dans les colonnes de France Football,,. Le 25 octobre 2014, il inscrit son premier doublé avec le PSG face aux Girondins de Bordeaux en marquant à deux reprises sur penalty, permettant aux Parisiens de remporter le match 3-0,. Lors du Classique du 9 novembre 2014, il marque un but après un centre d'Ezequiel Lavezzi et contribue à la victoire 2-0 des Parisiens. Il devient triple champion de France avec le Paris Saint Germain et son célèbre "Champion mon frère !". Il réalise ainsi le quadruplé historique : il remporte, avec le PSG, le Trophée des champions, la Coupe de la Ligue, la Coupe de France et le Championnat de France de Ligue 1.

##### Saison 2015-2016
Titulaire, il remporte le Trophée des champions avec le PSG, le 1er août 2015 face à Lyon (2-0).
Lors de la saison 2015-2016, Lucas est en concurrence avec Edinson Cavani pour le troisième poste d'attaquant (les deux autres étant occupés par Ángel Di María et Zlatan Ibrahimović). Il devient champion de France de Ligue 1 pour la quatrième fois consécutive avec le PSG, après une victoire 9-0 face à l'ESTAC, et ce, à huit journées de la fin. Il marque un doublé contre l'EA Guinguamp, en championnat, lors de la 33e journée de Ligue 1, alors que l'équipe est remaniée.
Lors de la finale de Coupe de la Ligue face au LOSC (victoire 2-1), Lucas est titulaire. Remplacé à la 73e minute par Marco Verratti, il remporte une troisième Coupe de la Ligue d'affilée.

##### Saison 2016-2017
Cette saison débute de la meilleure des manières pour le Brésilien hauteur d'un but contre Metz lors de la deuxième journée de Ligue 1, il enchaîne les titularisations et empile les buts, quatre buts en six journées de championnat. Titulaire indiscutable  Lucas, voit arriver Julian Draxler au mercato hivernal. Lucas est directement mis en concurrence avec l'Allemand mais malgré un passage sur le banc c'est bien le Brésilien qui offre de belles certitudes, il inscrit le but de la victoire contre Lille en entrant en fin de match et se retrouve de nouveau buteur dans le classico contre L'OM, Lucas est titulaire lors de la remontada du FC Barcelone, il est impuissant comme ses coéquipiers.
Les prestations en demi teinte de Julian Draxler offre à Lucas beaucoup plus de temps de jeu, lors de l'avant dernière journée de championnat contre Saint-Étienne, Lucas inscrit un magnifique doublé après une victoire 5-0.
Cette saison est la plus aboutie, en témoignent ses 12 buts inscrits en Ligue 1.

##### Saison 2017-2018
Neymar arrive, Lucas montre sa satisfaction à la suite de l'arrivée de son ami mais le Brésilien voit le début de cette nouvelle saison être perturbé par une blessure à la cheville. Il ne dispute ainsi ses premières minutes de jeu que le 8 septembre, entrant en jeu et marquant face à Metz (victoire 1-5). Entre-temps, la concurrence exacerbée à son poste où peuvent évoluer Kylian Mbappé, Julian Draxler, Ángel Di María et Javier Pastore marginalise sa place au sein de l'effectif parisien. En deux mois, entre la 5e et la 12e journées, il ne connait que cinq entrées en cours de jeu, son compatriote, Alex, lui conseillant alors de quitter le club de la capitale.
Unai Emery ne le convoque même pas dans le groupe ce qui rend triste certains de ses coéquipiers comme Marquinhos. Il porte une dernière fois la tunique parisienne lors des huitièmes de finale de Coupe de la Ligue le 13 décembre 2017, rentré pour neuf minutes de jeu pour sa sixième apparition de la saison. Il décide de quitter le club. ce qui fait réagir Marquinhos et Neymar dans plusieurs médias.
L'entente entre Emery et Neymar est fragilisée.

#### Départ pour le Tottenham Hotspur (2018-2023)
Le 31 janvier, il rejoint Tottenham Hotspur contre 28 millions d'euros où il paraphe un contrat de cinq ans et demi. Il fait ses débuts le 13 février 2018 en remplaçant Erik Lamela en toute fin de match contre la Juventus Turin, en 8e de finale aller de la Ligue des champions. Son équipe est éliminée au terme du match retour (2-2 ; 1-2), il boucle ses six premiers mois sans trop briller.

##### Saison 2018-2019
Non retenu pour la Coupe du monde disputée en Russie, Lucas réalise une préparation optimale pour le début de la saison et le résultat est là, auteur de trois buts lors des trois premiers matches de Premier League, Lucas est étincelant notamment à la suite d'un doublé lors du large succès de Tottenham Hotspur sur la pelouse de Manchester United. Des performances qui ont été remarquées en Angleterre et lui valent le prix de meilleur joueur du championnat au mois d'août.
Redevenu insaisissable et imprévisible, il enchaîne par la suite de bonnes prestations et est alors un élément important de l'attaque de Tottenham Hotspur. Replacé dans l'axe par Mauricio Pochettino souvent dans un 3-5-2, Lucas est très à l'aise. La concurrence est rude et il ne joue pas l’intégralité de tous les matchs.
Le 11 décembre 2018, lors du dernier match de poule de Ligue des champions, il inscrit face au FC Barcelone, à cinq minutes du terme, le but égalisateur (1-1) permettant à son club de se qualifier pour les huitièmes de finale. En 31 journées de championnats il inscrit 10 buts, une belle réussite pour celui qui a toujours été critiqué pour sa finition, notamment au Paris Saint-Germain.
Le 8 mai 2019, il rentre dans l'histoire de la Ligue des champions en devenant le cinquième joueur de l'histoire à inscrire un triplé en demi finale, il devient aussi le héros de tout un peuple en inscrivant un triplé contre l'Ajax Amsterdam (victoire 3-2) et envoie son équipe à lui seul en finale de la Ligue des champions. Le 1er juin, il ne peut retenir ses larmes lors de la défaite de son équipe face à Liverpool FC en finale de la Ligue des champions 2018-2019.

##### Saison 2019-2020

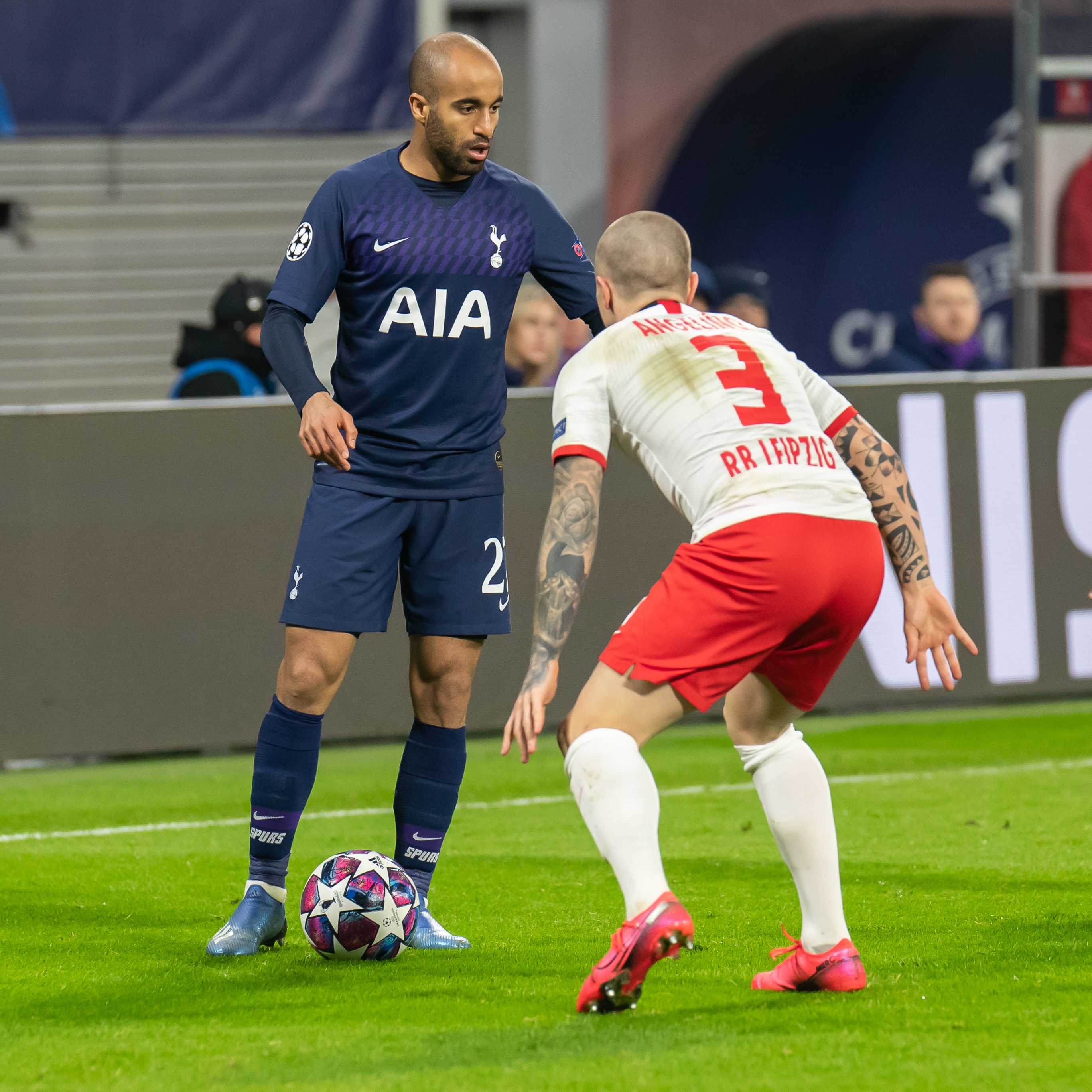
Lucas Moura sous les couleurs du Tottenham Hotspur en Ligue des champions face au RB Leipzig (2020).

Lucas marque lors de tous les matchs de l'International Champions Cup, une compétition amicale disputée à l'inter-saison contre la Juventus Turin, Manchester United et l'Inter Milan.
Le Brésilien marque son premier but de la saison lors de la deuxième journée de la Premier League contre Manchester City, égalisant après seulement 19 secondes passées sur le terrain (match nul 2-2). En Ligue des champions, il inscrit un but de plus de 30 mètres contre l'Olympiakos lors de la première journée de la phase de groupes. En novembre 2019, alors que Tottenham Hotspur enchaîne les résultats décevants, Mauricio Pochettino est remercié et c'est José Mourinho qui le remplace.
Dès son arrivée, l'entraîneur portugais décide de faire confiance à Lucas, qui est titularisé dès le premier match de José Mourinho avec les Spurs face à West Ham et ce dernier inscrit le deuxième but de son équipe (victoire 2-3). Lucas confirme en étant passeur décisif pour Harry Kane en Ligue des champions contre l'Olympiakos (victoire 4-2) et est buteur en Premier League contre Burnley (5-0) et contre Wolverhampton Wanderers où il inscrit un but après un slalom dans la défense des Loups (victoire 1-2).
Lucas ouvre son année 2020 en marquant de la tête face à Middlesbrough lors du troisième tour de la FA Cup (1-1). Il est de nouveau buteur dans cette compétition en égalisant face à Southampton lors du replay du cinquième tour (victoire finale 3-2). En Premier League, Lucas est passeur décisif pour Steven Bergwijn face à Manchester City (2-0). Contre West Ham le 23 juin, il dispute son 100e match sous les couleurs des Spurs (victoire 2-0). Très en vue lors du North London Derby remporté par son équipe contre Arsenal (2-1), Lucas confirme en donnant deux passes décisives à Harry Kane dans un match crucial pour la course à l'Europe face à Leicester City (3-0).

##### Saison 2022-2023
Le 18 mai 2023, Tottenham Hotspur annonce le départ de Lucas Moura à l'issue de la saison,.

#### Retour au São Paulo FC (depuis 2023)
Le 2 août 2023, Lucas Moura fait son retour au São Paulo FC, son club formateur,.

### Carrière internationale

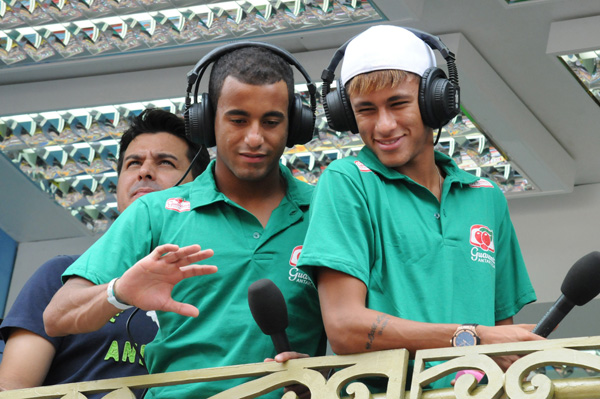
Lucas Moura et Neymar, autre grand espoir du football brésilien (2012).

Fréquemment appelé en équipe du Brésil des moins de 20 ans, Lucas est convoqué pour participer à la Copa América U20 2011. Il est titularisé au poste de meneur de jeu par le sélectionneur Ney Franco, en portant le numéro 10 de la Seleção. Il remporte le titre de meilleur milieu de terrain de la compétition et de meilleur joueur de la phase finale. Il finit deuxième meilleur buteur, juste derrière Neymar, inscrivant notamment un triplé en finale contre l’Uruguay pour mener le Brésil à son 11e titre continental, permettant à son équipe de l'emporter 6-0 et de se qualifier pour les Jeux olympiques de Londres de 2012.
Ensuite, tout s'accélère pour le jeune Lucas durant les deux années suivantes : il honore sa première sélection avec l'équipe du Brésil un mois plus tard lors d'un match amical contre l'Écosse à l'Emirates Stadium ; il est sélectionné dans l'équipe de Mano Menezes pour la Copa América 2011 en juillet, même s'il ne joue pas une seule fois titulaire ; il marque son premier but face à l'Argentine lors du Superclásico de las Américas en septembre, et il est sélectionné dans l'équipe olympique pour les Jeux olympiques d'été de 2012 à Londres, gagnant au passage une médaille d'argent.
Sous le commandement de Mano Menezes, il n'est jamais titulaire : c'est Oscar qui tient son poste. Le licenciement de Menezes pouvait faire espérer une place de titulaire pour Lucas, mais l'arrivée de Luiz Felipe Scolari n'arrange pas les choses. Ce dernier fait confiance à Hulk et, pire, il n'est même pas sélectionné face au Honduras et au Chili lors des matchs amicaux en novembre 2013 puis lors du match amical contre l'Afrique du Sud en mars 2014,. Il est réserviste dans le groupe sélectionné pour la Coupe du monde 2014,.
Le 31 mai 2016, à la suite du forfait de Rafinha, Lucas est sélectionné dans la liste des 23 joueurs du Brésil pour la Copa América 2016.
Le 8 octobre 2018, après une longue période d'absence en sélection, Lucas est convoqué par Tite en vue de deux matchs contre l'Arabie saoudite et l'Argentine.

## Style de jeu
Évoluant au poste d'ailier à Tottenham Hotspur, Lucas est avant tout un milieu offensif très complet. Possédant une très grande technique, il est également doté d'une vitesse hors du commun lui permettant de réaliser des accélérations explosives. En mars 2014, Lucas avait marqué les esprits en étant chronométré à 33 km/h, lors d'un slalom mémorable réalisé contre l'OM, qu'il n'est pas parvenu à conclure. Doté d'un physique assez trapu, il est également capable de mettre son physique en avant et de prendre le dessus dans certains duels. Sa bonne détente et son sens du timing lui permettent parfois de marquer de la tête. La finition est l'un des points faibles de Lucas qui ne concrétise pas souvent face aux buts. Cependant, durant la saison 2016-2017, il a inscrit un total de 19 buts.

## Opinions politiques
Il apporte son soutien au candidat d’extrême droite Jair Bolsonaro en vue de l’élection présidentielle brésilienne de 2018 face à Fernando Haddad.
En vue de l'élection présidentielle brésilienne de 2022, il soutient de nouveau Jair Bolsonaro alors opposé à Luiz Inácio Lula da Silva.

## Statistiques

### En club
| Saison                | Club                    | Championnat           | Championnat | Championnat | Championnat | Coupe nationale | Coupe nationale | Coupe nationale | Coupe de la Ligue | Coupe de la Ligue | Coupe de la Ligue | Supercoupe | Supercoupe | Supercoupe | Compétition(s) continentale(s) | Compétition(s) continentale(s) | Compétition(s) continentale(s) | Compétition(s) continentale(s) | Autres compétitions | Autres compétitions | Autres compétitions | Total | Total | Total |
| Saison                | Club                    | Division              | M.          | B.          | P.d.        | M.              | B.              | P.d.            | M.                | B.                | P.d.              | M.         | B.         | P.d.       | Comp.                          | M.                             | B.                             | P.d.                           | M.                  | B.                  | P.d.                | M.    | B.    | P.d.  |
| 2010                  | São Paulo Football club | Brasileirão           | 25          | 4           | 4           | -               | -               | -               | -                 | -                 | -                 | -          | -          | -          | -                              | -                              | -                              | -                              | -                   | -                   | -                   | 25    | 4     | 4     |
| 2011                  | São Paulo Football club | Brasileirão           | 28          | 9           | 4           | 4               | 0               | 0               | -                 | -                 | -                 | -          | -          | -          | CS                             | 3                              | 1                              | 0                              | 8                   | 3                   | 2                   | 43    | 13    | 6     |
| 2012                  | São Paulo Football club | Brasileirão           | 21          | 6           | 7           | 8               | 2               | 0               | -                 | -                 | -                 | -          | -          | -          | CS                             | 9                              | 2                              | 1                              | 21                  | 6                   | 6                   | 59    | 16    | 14    |
| Sous-total            | Sous-total              | Sous-total            | 74          | 19          | 15          | 12              | 2               | 0               | -                 | -                 | -                 | -          | -          | -          | -                              | 12                             | 3                              | 1                              | 29                  | 9                   | 8                   | 127   | 33    | 24    |
| 2012-2013             | Paris Saint-Germain FC  | Ligue 1               | 10          | 0           | 3           | 1               | 0               | 0               | -                 | -                 | -                 | -          | -          | -          | C1                             | 4                              | 0                              | 1                              | -                   | -                   | -                   | 15    | 0     | 4     |
| 2013-2014             | Paris Saint-Germain FC  | Ligue 1               | 36          | 5           | 10          | 2               | 0               | 0               | 4                 | 0                 | 2                 | 1          | 0          | 1          | C1                             | 10                             | 0                              | 1                              | -                   | -                   | -                   | 53    | 5     | 14    |
| 2014-2015             | Paris Saint-Germain FC  | Ligue 1               | 29          | 7           | 5           | 4               | 1               | 0               | 4                 | 0                 | 3                 | 1          | 0          | 0          | C1                             | 8                              | 0                              | 1                              | -                   | -                   | -                   | 46    | 8     | 9     |
| 2015-2016             | Paris Saint-Germain FC  | Ligue 1               | 36          | 9           | 5           | 6               | 1               | 1               | 4                 | 1                 | 0                 | 1          | 0          | 0          | C1                             | 9                              | 2                              | 1                              | -                   | -                   | -                   | 56    | 13    | 7     |
| 2016-2017             | Paris Saint-Germain FC  | Ligue 1               | 37          | 12          | 5           | 5               | 3               | 3               | 3                 | 2                 | 1                 | 1          | 1          | 0          | C1                             | 7                              | 1                              | 1                              | -                   | -                   | -                   | 53    | 19    | 10    |
| 2017-2018             | Paris Saint-Germain FC  | Ligue 1               | 5           | 1           | 1           | -               | -               | -               | 1                 | 0                 | 0                 | -          | -          | -          | C1                             | -                              | -                              | -                              | -                   | -                   | -                   | 6     | 1     | 1     |
| Sous-total            | Sous-total              | Sous-total            | 153         | 34          | 29          | 18              | 5               | 4               | 16                | 3                 | 6                 | 4          | 1          | 1          | -                              | 38                             | 3                              | 5                              | -                   | -                   | -                   | 229   | 46    | 45    |
| 2017-2018             | Tottenham Hotspur FC    | Premier League        | 6           | 0           | 1           | 4               | 1               | 3               | -                 | -                 | -                 | -          | -          | -          | C1                             | 1                              | 0                              | 0                              | -                   | -                   | -                   | 11    | 1     | 4     |
| 2018-2019             | Tottenham Hotspur FC    | Premier League        | 32          | 10          | 1           | 2               | 0               | 1               | 3                 | 0                 | 0                 | -          | -          | -          | C1                             | 12                             | 5                              | 0                              | -                   | -                   | -                   | 49    | 15    | 2     |
| 2019-2020             | Tottenham Hotspur FC    | Premier League        | 35          | 4           | 4           | 5               | 2               | 1               | 1                 | 0                 | 0                 | -          | -          | -          | C1                             | 6                              | 1                              | 1                              | -                   | -                   | -                   | 47    | 7     | 6     |
| 2020-2021             | Tottenham Hotspur FC    | Premier League        | 30          | 3           | 4           | 3               | 1               | 2               | 4                 | 0                 | 0                 | -          | -          | -          | C3                             | 13                             | 5                              | 2                              | -                   | -                   | -                   | 50    | 9     | 8     |
| 2021-2022             | Tottenham Hotspur FC    | Premier League        | 34          | 2           | 6           | 2               | 1               | 0               | 4                 | 2                 | 0                 | -          | -          | -          | C4                             | 5                              | 1                              | 2                              | -                   | -                   | -                   | 45    | 6     | 8     |
| 2022-2023             | Tottenham Hotspur FC    | Premier League        | 15          | 1           | 0           | 1               | 0               | 0               | -                 | -                 | -                 | -          | -          | -          | C1                             | 3                              | 0                              | 0                              | -                   | -                   | -                   | 19    | 1     | 0     |
| Sous-total            | Sous-total              | Sous-total            | 152         | 20          | 16          | 17              | 5               | 7               | 12                | 2                 | 0                 | -          | -          | -          | -                              | 40                             | 12                             | 5                              | -                   | -                   | -                   | 221   | 39    | 28    |
| 2023                  | São Paulo Football club | Brasileirão           | 14          | 1           | 0           | 3               | 1               | 0               | -                 | -                 | -                 | -          | -          | -          | CS                             | 2                              | 1                              | 0                              | -                   | -                   | -                   | 19    | 3     | 0     |
| 2024                  | São Paulo Football club | Brasileirão           | 28          | 10          | 6           | 5               | 1               | 0               | -                 | -                 | -                 | -          | -          | -          | CL                             | 7                              | 1                              | 0                              | 7                   | 2                   | 4                   | 47    | 14    | 10    |
| 2025                  | São Paulo Football club | Brasileirão           | 1           | 0           | 0           | -               | -               | -               | -                 | -                 | -                 | -          | -          | -          | CL                             | 1                              | 0                              | 0                              | 11                  | 3                   | 0                   | 13    | 3     | 0     |
| Sous-total            | Sous-total              | Sous-total            | 43          | 11          | 6           | 8               | 2               | 0               | -                 | -                 | -                 | -          | -          | -          | -                              | 10                             | 2                              | 0                              | 18                  | 5                   | 4                   | 79    | 20    | 10    |
| Total sur la carrière | Total sur la carrière   | Total sur la carrière | 422         | 84          | 66          | 55              | 14              | 11              | 28                | 5                 | 6                 | 4          | 1          | 1          | -                              | 100                            | 20                             | 11                             | 47                  | 14                  | 12                  | 656   | 138   | 107   |

### En sélection nationale
| Saison                | Sélection             | Phases finales                | Phases finales | Phases finales | Phases finales | Éliminatoires | Éliminatoires | Éliminatoires | Matchs amicaux | Matchs amicaux | Matchs amicaux | Total | Total | Total |
| Saison                | Sélection             | Compétition                   | M              | B              | Pd             | M             | B             | Pd            | M              | B              | Pd             | M     | B     | Pd    |
| --------------------- | --------------------- | ----------------------------- | -------------- | -------------- | -------------- | ------------- | ------------- | ------------- | -------------- | -------------- | -------------- | ----- | ----- | ----- |
| 2010-2011             | Brésil                | Copa América 2011             | 4              | 0              | 0              | -             | -             | -             | 3              | 0              | 0              | 7     | 0     | 0     |
| 2011-2012             | Brésil                | -                             | -              | -              | -              | -             | -             | -             | 8              | 1              | 1              | 8     | 1     | 1     |
| 2012-2013             | Brésil                | Coupe des confédérations 2013 | 2              | 0              | 0              | -             | -             | -             | 10             | 3              | 3              | 12    | 3     | 3     |
| 2013-2014             | Brésil                | -                             | -              | -              | -              | -             | -             | -             | 4              | 0              | 0              | 4     | 0     | 0     |
| 2014-2015             | Brésil                | -                             | -              | -              | -              | -             | -             | -             | -              | -              | -              | 0     | 0     | 0     |
| 2015-2016             | Brésil                | Copa América Centenario       | 1              | 0              | 0              | -             | -             | -             | 2              | 0              | 2              | 3     | 0     | 2     |
| 2018-2019             | Brésil                | -                             | -              | -              | -              | -             | -             | -             | 1              | 0              | 0              | 1     | 0     | 0     |
| 2024-2025             | Brésil                | -                             | -              | -              | -              | 2             | 0             | 0             | -              | -              | -              | 2     | 0     | 0     |
| Total sur la carrière | Total sur la carrière | Total sur la carrière         | 7              | 0              | 0              | 2             | 0             | 0             | 28             | 4              | 6              | 37    | 4     | 6     |

### Buts internationaux
|    | Date              | Lieu                                      | Adversaire | Résultat | Compétition                        |
| -- | ----------------- | ----------------------------------------- | ---------- | -------- | ---------------------------------- |
| 1. | 28 septembre 2011 | Stade olympique du Pará, Belém, Brésil    | Argentine  | 2-0      | Superclásico de las Américas 2011. |
| 2. | 10 septembre 2012 | Stade José do Rego Maciel, Recife, Brésil | Chine      | 8-0      | Match amical.                      |
| 3. | 11 octobre 2012   | Swedbank Stadion, Malmö, Suède            | Irak       | 6-0      | Match amical.                      |
| 4. | 9 juin 2013       | Arena do Grêmio, Porto Alegre, Brésil     | France     | 3-0      | Match amical.                      |

## Palmarès

### En club
| São Paulo FC (2) - Copa Sudamericana - Vainqueur : 2012. - Copa do Brasil - Vainqueur : 2023 |  | Paris Saint-Germain (16) - Ligue 1 - Champion : 2013, 2014, 2015, 2016 et 2018. - Vice-champion : 2017 - Coupe de France - Vainqueur : 2015, 2016 et 2017. - Coupe de la Ligue - Vainqueur : 2014, 2015, 2016 et 2017. - Trophée des champions - Vainqueur : 2013, 2014, 2015 et 2016 . |  | Tottenham Hotspur - Ligue des champions - Finaliste : 2019. - Coupe de la Ligue - Finaliste : 2021. |

### En sélection
- Brésil
  - Vainqueur de la Coupe des confédérations : 2013.
  - Vainqueur du Championnat des moins de 20 ans de la CONMEBOL : 2011.
  - Finaliste des Jeux olympiques : 2012.

### Distinctions individuelles
- Ballon d'argent brésilien par le magazine Placar en 2012.
- Meilleur joueur de la Copa Sudamericana en 2012.
- Trophée du joueur du mois UNFP en octobre 2014.
- Membre de l'équipe-type du Brasileirão par la CBF en 2012.
- Joueur du mois du championnat d'Angleterre en août 2018.
- Membre de l'équipe type de la Ligue des champions de l'UEFA en 2019.